# Городня Ольга Якимівна
Ольга Якимівна Городня (17 березня 1917, місто Христинівка Київської губернії, тепер Христинівського району Черкаської області — 5 червня 2009, місто Черкаси) — українська радянська діячка, заслужений юрист Української РСР, прокурор Теребовлянського району Тернопільської області, голова Тернопільського і Черкаського обласних судів. Депутат Верховної Ради УРСР 2-го скликання.

## Життєпис
Народилася в селянській родині Якима Григоровича Титюченко та Ганни Панасівни. Мала чотирьох братів. У 1933 році закінчила Христинівську неповну середню школу та тримісячні учительські курси у місті Христинівці.
Трудову діяльність розпочала у вересні 1933 року учителем початкової школи в селі Притика Христинівського району. Потім працювала старшим піонервожатим та учителем середньої школи села Верхнячки Христинівського району Київської області.
З липня 1938 по січень 1939 року — народний суддя другої дільниці Христинівського району. У 1939 році закінчила тримісячні юридичні курси у місті Харкові. Член ВКП(б) з 1939 року.
По закінченню юридичних курсів працювала народним суддею Березанського району Київської області, а з січня 1940 року — народним суддею Пробіжнянського району Тернопільської області.
Під час німецько-радянської війни з липня 1941 по лютий 1944 року перебувала у евакуації в Узбецькій РСР, де працювала головою Вревської сільської ради Чиназького району Ташкентської області та звільненим секретарем партійного бюро парторганізації колгоспу імені Будьонного Чиназького району Ташкентської області Узбецької РСР.
З травня 1944 по жовтень 1946 року — народний суддя Теребовлянського району Тернопільської області. З жовтня 1946 по листопад 1949 року — прокурор Теребовлянського району Тернопільської області.
З листопада 1949 по грудень 1951 року — голова президії Тернопільської обласної колегії адвокатів.
У грудні 1951 — січні 1963 року — голова Тернопільського обласного суду.
У січні 1963 — січні 1973 року — голова Черкаського обласного суду.
З 1973 року — на пенсії в місті Черкасах. 
Померла 5 червня 2009 року в Черкасах.

## Нагороди
- орден Трудового Червоного Прапора (7.03.1960)
- орден «Знак Пошани» (23.01.1948)
- медаль «За доблесну працю у Великій Вітчизняній війні 1941—1945 рр.»
- медаль «За трудову доблесть» (1945)
- медалі
- заслужений юрист Української РСР (20.03.1967)